# Курская улица (Санкт-Петербург)
Ку́рская улица — улица во Фрунзенском районе Санкт-Петербурга. Проходит от Боровой до Днепропетровской улицы.

## История
Первоначально с 1798 года носила название Меркулов переулок (от Боровой улицы до Лиговского проспекта), по фамилии домовладельца. С 1821 года — Шмелёв переулок, по фамилии домовладельца.
Современное название дано 7 марта 1858 года по городу Курску, в ряду близлежащих проездов, наименованных по губернским городам Центральной и Южной России. 16 апреля 1887 года продлена от Лиговского проспекта до Днепропетровской улицы.

## Достопримечательности
- Фрунзенский районный суд (дом 3)
- Технопарк «Курская» (дом 27)
- Гостиница «Киевская» (дом 40)